# ベムハンター・ソード
『ベムハンター・ソード』は、星野之宣によるSF漫画。ベム=異星獣の捕獲を職業とする男ソードを主人公に描く短編集。

## 概要
1986年に『週刊コミックモーニング』（講談社）25号に第1話「恒星風と共に去りぬ」が掲載される。以後、1990年までに不定期に7話が同誌に連載された。
1991年1月には講談社モーニングKCより『ベムハンター・ソード 1 母なる海の星』としてコミックスが発売される。1996年5月にはスコラ漫画文庫シリーズ（スコラ社）より『ベムハンター・ソード』（巻数表記無し）として文庫版が発売される。
2002年、『週刊コミックモーニング』28号に第8話「ラグーンの彼方」が掲載された。同年10月にKCデラックスから8話を追加収録したコミックス『ベムハンター・ソード 1』が発売され、2006年11月には、講談社漫画文庫より巻数表記無しで文庫版が発売された。
2013年、『月刊アフタヌーン』（講談社）7月号に、11年ぶりとなる新作が掲載される。以後、同誌で不定期に連載された。
2015年2月にはKCデラックス アフタヌーンより『新装版 ベムハンター・ソード』として、2002年版を底本とした1巻、2013年以降の新作を収録した2巻が同時発売された。

## 登場人物
ソード・ラン
本作の主人公。男性。
依頼を受け、異星の獣=ベムを生きたまま捕獲するハンターと呼ばれる職業についている。自前の宇宙船「星影のワルツ号」、「愛と死の戯れ」を所持しているが、宇宙船の修理費用などで借金を背負っていることもある。
ハンターになる以前には宇宙海兵隊に所属していた。
ブランチ
ソードの相棒。ヒトの女性の乳房に似た形状の異界生物。人間と同等の知性と感情を備えており、ソードとはテレパシーで意思疎通を行っている。

## エピソード
各話は「File.○」とナンバリングされている。以下は雑誌掲載順であり、コミックス収録順とは異なることがある。
1. 恒星風と共に去りぬ
週刊コミックモーニング1986年25号掲載
2. 惑星ファイオリ
週刊コミックモーニング1987年29号掲載
3. 母なる海の星
週刊コミックモーニング1987年46号掲載
4. 進化の鏡
週刊コミックモーニング1988年24号掲載
5. HOT SPOT
週刊コミックモーニング1988年45号掲載
6. 狂戦士
週刊コミックモーニング1989年24号掲載
7. 生物祭
週刊コミックモーニング1990年45号掲載
8. ラグーンの彼方　
週刊コミックモーニング2002年28号掲載
9. サンクチュアリ
月刊アフタヌーン2013年7月号掲載
10. 神々の闘い
月刊アフタヌーン2013年8月号掲載
11. 迷宮のハンター
月刊アフタヌーン2014年11月号掲載
12. レインフォレスト
月刊アフタヌーン2014年12月号掲載
13. 鞭打たれる星
月刊アフタヌーン2015年1月号掲載
14. 最大のベム
月刊アフタヌーン2015年2月号掲載

## 書籍
モーニングKC版（講談社）
1. 1991年1月、ISBN 978-4061027350

スコラ漫画文庫シリーズ（スコラ社）
- 1996年5月、ISBN 978-4796203890

KCデラックス（講談社）
1. 2002年10月、ISBN 978-4063346176

講談社漫画文庫（講談社）
- 2006年11月、ISBN 978-4063703733

KCデラックス アフタヌーン（講談社）
1. 2015年2月、ISBN 978-4063771343
2. 2015年2月、ISBN 978-4063771350